# Gusztáv Gratz
Gusztáv Gratz, född 30 mars 1875, död 21 november 1946, var en ungersk politiker och journalist.
Gratz blev 1906 medlem av ungerska parlamentet, och blev 1917 finansminister. 1919-21 var han Ungerns sändebud i Wien, och därefter från 1921 utrikesminister. Han deltog i "kungakuppen" i oktober 1921. Senare verkade Gratz som partilös politiker.